# Iridomyrmex angusticeps
Iridomyrmex angusticeps är en myrart som beskrevs av Auguste-Henri Forel 1901. Iridomyrmex angusticeps ingår i släktet Iridomyrmex och familjen myror. Inga underarter finns listade i Catalogue of Life.